# Centrocercus
Centrocercus là một chi chim trong họ Phasianidae.
Chúng phân bố khắp các vùng lớn ở miền Bắc-Trung và Tây Hoa Kỳ, cũng như các tỉnh Alberta và Saskatchewan của Canada. C. minimus được phân loại là nguy cấp đối với Liên minh Quốc tế Bảo tồn Thiên nhiên. Chim trống của C. urophasianus là loài gà gô lớn nhất ở ôn đới Bắc Mỹ, đạt trọng lượng tối đa 7 kg (3,2 kg). Con trưởng thành có đuôi dài, nhọn và chân có lông đến ngón chân. Như trong hầu hết các loài Galliformes, rõ ràng là có sự khác biệt bộ lông của chim trống và chim mái.